# Killorglin
Killorglin is een plaats in het Ierse graafschap County Kerry. De plaats telt 2.000 inwoners.